# Aspidiotus myrthi
Aspidiotus myrthi är en insektsart som beskrevs av Bouché 1851. Aspidiotus myrthi ingår i släktet Aspidiotus och familjen pansarsköldlöss.
Artens utbredningsområde är Tyskland. Inga underarter finns listade i Catalogue of Life.